# NHL 96
NHL 96 est un jeu vidéo de hockey sur glace sorti en 1996 et fonctionne sur Mega Drive et Super Nintendo. Le jeu a été développé par Electronic Arts puis édité par EA Sports. Scott Stevens des Devils du New Jersey et Steve Yzerman des Red Wings de Détroit figurent sur la couverture du jeu.

## Accueil
- GamePro : 4,5/5 (MD)[1]
- Joypad : 92 % (MD)[2]